# Бено-Юрт
Бе́но-Юрт (чечен. Бена-Йурт) — село в Надтеречном районе Чеченской Республики. Административный центр Бено-Юртовского сельского поселения.

## География

Бено-Юртовское сельское поселение на карте Надтеречного района

Село расположено на правом берегу реки Терек, в 3 км к западу от районного центра — села Знаменское, в 10 км к юго-западу от железнодорожной станции Ищёрская и в 95 км к северо-западу от города Грозный.
Ближайшие населённые пункты: на северо-востоке — станица Ищёрская, на востоке — село Знаменское, на юго-западе — село Гвардейское, на западе — станица Галюгаевская (Ставропольский край). Впервые межевание участков земли между аулами Бено-Юрт, Ногай-мирза-юрт и Али-юрт было произведено в сентябре-октябре 1863 года.

## История
Основателями села, по местным преданиям, считаются выходцы из Ичкерийского этнического общества — Беной, что и отражено в самом названии — Бенойн-Юрт «Поселение бенойцев».
В период с 1944 по 1958 год, после депортации чеченцев и ингушей и ликвидации Чечено-Ингушской АССР, село носило название Озёрное.

## Население
| 1990  | 2002  | 2010  | 2012  | 2013  | 2014  | 2015  |
| ----- | ----- | ----- | ----- | ----- | ----- | ----- |
| 3502  | ↗5630 | ↗7089 | ↗7163 | ↗7255 | ↗7378 | ↗7450 |
| 2016  | 2017  | 2018  | 2019  | 2020  | 2021  | 2023  |
| ↗7498 | ↗7581 | ↗7648 | ↗7704 | ↗7738 | ↗7792 | ↗7843 |
| 2024  |       |       |       |       |       |       |
| ↗7861 |       |       |       |       |       |       |

Национальный состав
Национальный состав населения села по данным Всероссийской переписи населения 2010 года:
| Народ               | Численность, чел. | Доля от всего населения, % |
| ------------------- | ----------------- | -------------------------- |
| чеченцы             | 7016              | 98,97 %                    |
| другие / не указано | 73                | 1,03 %                     |
| всего               | 7089              | 100,00 %                   |

## Тайпы
Тайповый состав села:
- Беной[23];
- Гендарганой[23];
- Гуной[23];
- Курчалой[23];
- Мулкой[23];
- Пешхой[23];
- Салой[23];
- Цечой
- Чартой[23];
- Чантий[23];
- Шуоной[23];
- Энгеной[23].

## Микротопонимия[24]
- Жа дигна тогӏи — «Долина, откуда угнали овец». Урочище в северной части села.
- Муьжгин кӏотар — «Мужицкий хутор». Так называлось урочище к северу от села Бено-Юрт, усадьба богатых владельцев земель. В период революционного пробуждения масс, усадьбы и многочисленные хутора Мазаевых были экспроприированы восставшими крестьянами.
- Гӏалин мара — «Укрепления нос». Урочище к северо-востоку от села Бено-Юрт. «Мара» — в данном случае в значении: близко, вблизи, рядом, около.
- Тӏехьара хьун — «Задний лес». Лесной массив, расположенный к западу от села Бено-Юрт.
- Лакхара хьун — «Верхний лес». Лесной массив, расположен к западу от Бено-Юрт, дальше урочища Тӏехьара хьун, что и отражено в названии.
- Теркан йист — берег Терека. Притеречная плодородная долина, проходит по восточной и северной окраинам села Бено-Юрт.
- Юьртан кешнаш — сельское кладбище в южной окраине Бено-Юрт.
- Дзоташ йолчу — «Дзоты (где) находятся». Урочище с сохранившимися со времен Великой Отечественной войны дзотами, в северной окраине Беной-Юрта.
- Моллин барз — «Муллы курган». Урочище со средневековым курганным могильником, у западной окраины Бено-Юрта. По всей вероятности, «мулла» — мусульманское духовное лицо — никакого отношения к кургану не имеет.
- Саьнгарш йолчу — «Рвы (где) имеются». Урочище в восточной части Бено-Юрта, где сохранились затянувшиеся противотанковые рвы периода Великой Отечественной войны.
- Чӏиж мере — «Чиж (к) носу». Урочище в южной части Бено-Юрта. Первая часть названия, возможно, произошла от чеченского «чӏижаргӏа» — черная бузина, которая в сокращенной форме могла звучать «чӏиж». Буквально — «рядом (вблизи) с зарослей чёрной бузины».
- Аьччина шу — «Аччина терраса». Этимология компонента «аччина» не выяснена, «шу» — терраса. Урочище в южной части Бено-Юрта.
- Боккха шу — «Большая терраса». Урочище с защитным валом, воздвигнутым как преграждение от вод, выходящих из берегов Терека, во время половодий.
- Кема охьадоьжна меттиг — «Место, где упал самолет». Урочище в 4 км к северо-востоку от Бено-Юрта, где в период Великой Отечественной войны разбился советский военный самолет. На месте гибели самолета и его экипажа поставлен памятник. Ежегодно в День Победы — 9 мая — сюда приезжают родственники и близкие погибших лётчиков. Здесь же проводятся торжественные встречи.
- Iаж болу боьра — «Яблоня стоит (где) лощина». Урочище, где некогда стояла одинокая яблоня. В южной части села.
- Муьжан чоь — «Минерального источника впадина». Урочище, где находился минеральный источник и одноименный хутор. К югу от села.
- Белшин корта — «Белши вершина». Вершина в звене Терского хребта, расположенного к югу от Бено-Юрта. «Белши» — женщина-нарт из вайнахской мифологии нартского эпоса.
- Бӏозин боьра — «Лощина Бози». Урочище в южной части Бено-Юрта. По рассказам старожилов, в этой лощине некогда в землянке ютился человек по имени Бӏоза. «Бӏоза» — редкое чеченское имя.
- Дуркхий тӏе — «Дуркхий на». Урочище в южной части Бено-Юрта. «Дуркха» — видимо, собственное имя.

## Известные уроженцы
- Айдамирова Марьям Ахмедовна (1924—1992) — певица, музыкант, композитор, Народная артистка Чечено-Ингушской АССР, Заслуженная артистка РСФСР[25].
- Айдамирова Аймани Шамсудиновна (1965) — певица, актриса, народная артистка Чеченской Республики, народная артистка Республики Ингушетия, Заслуженная артистка Российской Федерации[26].
- Аюбов Алихан Абубакарович (1988) — борец греко-римского стиля, призёр чемпионата страны.
- Аюбов Шохрудди Абубакарович (1981) — борец классического стиля, призёр чемпионатов России, обладатель и призёр Кубка мира, мастер спорта России.
- Завгаев Ахмар Гапурович (1947) — российский государственный деятель. Депутат Государственной думы четвёртого и пятого созывов[27].
- Завгаев, Ахмед Гапурович (1946—2002) — российский государственный деятель, Герой Российской Федерации (2002).
- Завгаев Доку Гапурович (1940) — чеченский и российский государственный и политический деятель, доктор юридических наук, кандидат экономических наук.
- Керимов Муса Абдурахманович (1938) — председатель Совета Министров ЧИАССР с 1978 по 1990 годы, с 1994 по 1996 год директор Департамента налоговой полиции[28].
- Минцаев Мовсар Таирович (1952) — оперный и эстрадный певец. Заслуженный артист Чечено-Ингушской АССР, Заслуженный артист России[29].

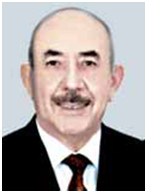
Ахмар Гапурович Завгаев
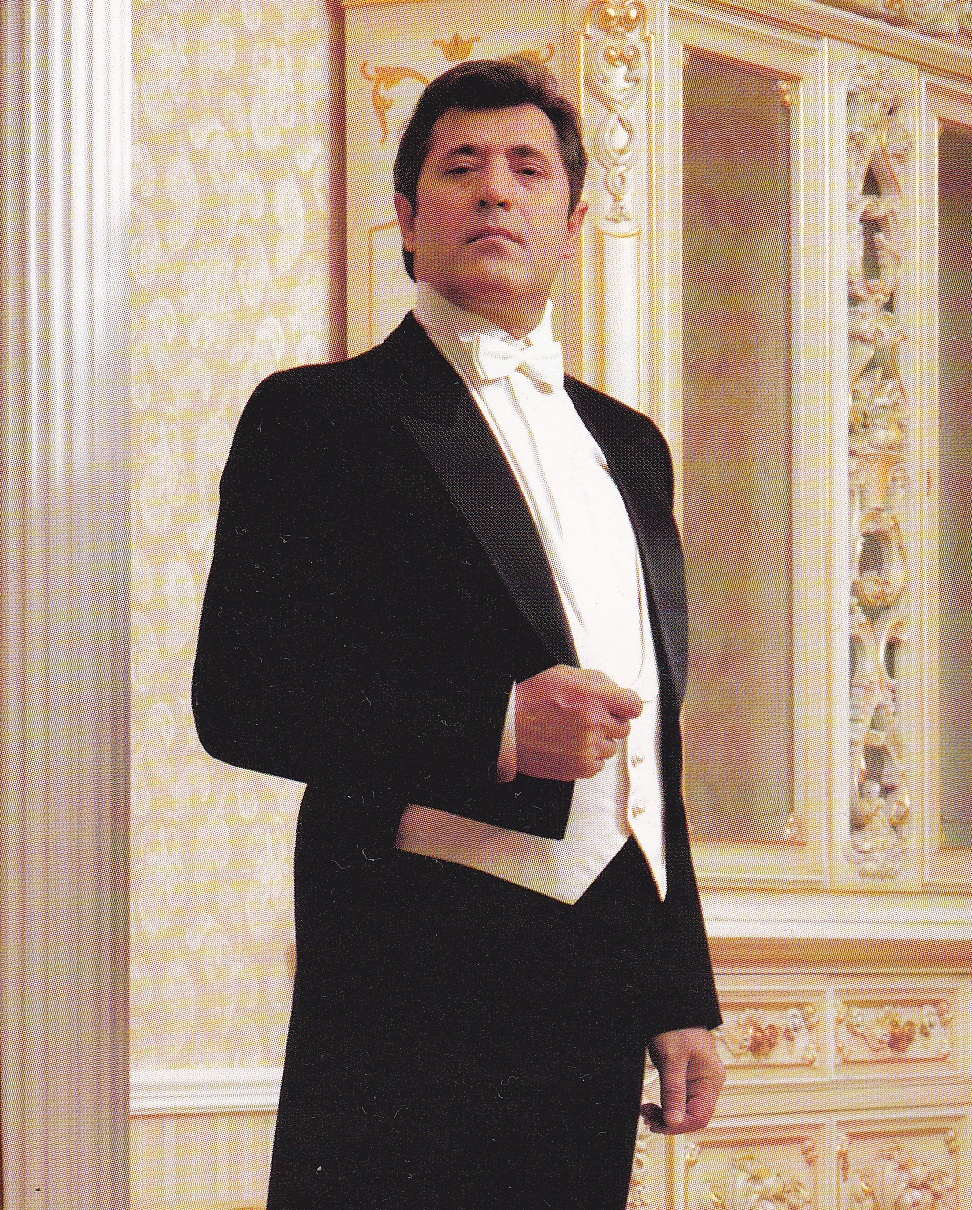
Минцаев Мовсар Таирович

## Инфраструктура
- Бено-Юртовская средняя общеобразовательная школа[30], почта, дом культуры совхоза «Озерный», дом быта и несколько магазинов[31], детский сад имени Ахмада Хаджи Кадырова[32], поликлиника и мечеть[33].